# Manuela Serra
Manuela Serra, née à Lisbonne le 31 mai 1948, est une cinéaste portugaise connue pour avoir réalisé le documentaire O Movimento das Coisas (Le Mouvement des choses). Bien qu'ayant été récompensé et salué dans divers festivals, il n'est entré dans le circuit commercial qu'en 2021, 36 ans après sa conclusion en 1985.

## Parcours
Née dans la capitale portugaise en 1948, Manuela Serra étudie le cinéma en Belgique à l'Institut des arts de diffusion, entre 1971 et 1974,.
De retour au Portugal après la révolution du 25 avril 1974, elle intègre le groupe fondateur de la coopérative VirVer, chargée de la production de films tels que Deus, Pátria, Autoridade et Bom Povo Português du réalisateur Rui Simões et dans lesquels Serra travaille en tant qu'assistante réalisatrice et monteuse,,.
En 1979, Serra rédige le scénario de son unique film, Le Mouvement des choses, dont le tournage débute la même année et qui ne s'achèvera que 6 ans plus tard, en 1985,.
Dans la décennie suivante, Manuela Serra s'éloigne du cinéma, renonçant à la réalisation de son deuxième film, auquel elle envisage de donner le titre Ondulações (Ondulations,).

## Le Mouvement des choses
Tourné dans le petit village de Lanheses, dans municipalité de Viana do Castelo, le film fait appel à des acteurs non professionnels (la population locale), ainsi qu'à des personnalités telles que le musicien José Mário Branco, auteur de la bande-son,.
La première du film a lieu en 1985, au Festival international du film de Mannheim-Edelberg, où il a reçu le prix FilmduKaten.
Bien que primé et salué dans divers festivals - dont le Festival du film Lumière, pour lequel il a été sélectionné en 2020 -, le film n'est sorti en salle qu'en 2021, 36 ans après son achèvement,,,.

## Prix et reconnaissance critique
Manuela Serra a reçu plusieurs prix pour son documentaire O Movimento das coisas (Le Mouvement des choses,) :
- 1985 : Prix Filmdukaten du Festival international du film de Mannheim-Edelberg, Allemagne.
- 1985 : Prix Agfa, Festroia, Tróia, Portugal.

En 2015, Marta Ramos, Mário Fernandes et José Oliveira tournent le documentaire 35 ans plus tard. Le Mouvement des choses, où ils documentent le retour de Manuela Serra au village de Lanheses.
L'importance du seul film de Manuela Serra pour le cinéma portugais est soulignée par João Bénard da Costa et Manuel Mozos, ainsi que par les chercheuses Ilda Teresa de Castro et Maria do Carmo Piçarra,,. Manoel de Oliveira et Paulo Rocha ont aussi salué le film.

## Filmographie
Réalisatrice
- 1986 : O Movimento das coisas (Le Mouvement des choses[5])

Assistante réalisatrice
- 1976 : Deus, Pátria, Autoridade
- 1980 : Bom Povo Português

Participations
- 1985 : Necrofilia de Vítor Silva[17]
- 2015 : 35 ans plus tard. Le Mouvement des choses[12]